# کریستوفر الپورت
کریستوفر الپورت (انگلیسی: Christopher Allport; ۱۷ ژوئن ۱۹۴۷ – ۲۵ ژانویهٔ ۲۰۰۸) یک هنرپیشه اهل ایالات متحده آمریکا بود. وی بین سال‌های ۱۹۷۳ تا ۲۰۰۸ میلادی فعالیت می‌کرد.
او در فیلم برای زندگی و مرگ بازی کرده‌است.